# Kitan

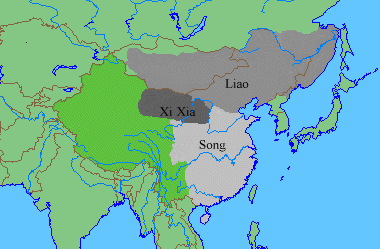
Gebiet der Liao-Dynastie der Kitan und Nachbarreiche

Die Kitan, selten auch Khitan, Qidan (chinesisch 契丹, Pinyin Qìdān, Jyutping Kit3daan1), waren ein nordostasiatisches, möglicherweise mongolisches Volk auf dem Gebiet der heutigen Mandschurei, das im 6. Jahrhundert existierte. Sie waren in Kämpfe mit den Köktürken und Tang-China verwickelt; 947 errichteten sie das Liao-Reich.
Ihre ethnische Herkunft ist unbekannt und ihre Sprache ist ausgestorben. Das Kitanische zeigt Ähnlichkeiten mit den mongolischen Sprachen und wird wissenschaftlich auch als para-mongolische Sprache beschrieben. Weiterhin enthält Kitanisch Lehnwörter aus alt-uigurischen Sprachen und alt-koreanischen Sprachen.

## Geschichte

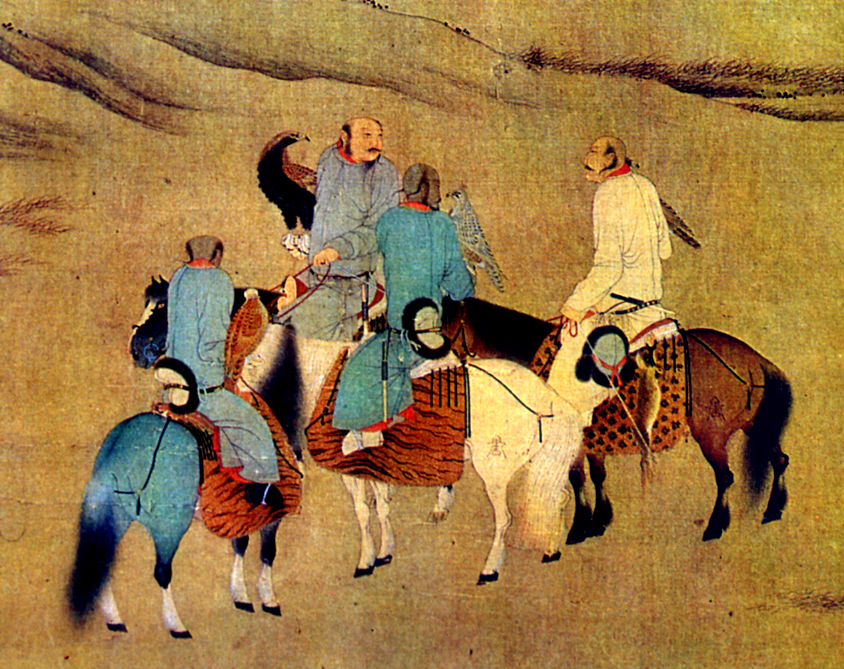
Kitanische Jäger, Gemälde, Song-Dynastie

Die Kitan sind spätestens im 5. Jahrhundert in chinesischen Quellen belegt. Sie führten verschiedene Kämpfe mit den Köktürken und Tang-China (um 560, 696/697, 733/735).
Nach dem Niedergang des Uigurischen Kaganats und der Tang-Dynastie konnten sie das Machtvakuum ausnutzen und sehr schnell ein großes Reich errichten.
Yelü Abaoji (耶律阿保機,  Yēlǜ Ābǎojī, auch Apaoka Khan, gestorben 926), Häuptling des Yilastammes, Großkhan der Kita und ab 916 Kaiser, startete 924 eine Offensive nach Westen, besiegte dabei die Kirgisen in der Mongolei, schwenkte dann nach Gansu, um Uiguren, Tanguten und Tuyuhun zu unterwerfen. 926 wurde der recht zivilisierte koreanische Staat Balhae (Parhae) im heutigen Nordostchina und Nordkorea beseitigt.
Schließlich proklamierte Abaojis Sohn und Nachfolger Yelü Deguang (耶律德光,  Yēlǜ Déguāng) 947 in Nordchina die Liao-Dynastie. Unter der Liao- und der nachfolgenden Jin-Herrschaft wurden in der Mandschurei Städte bis hin zum Amur-Fluss gegründet, mit 60–70 Hektar Fläche und bis zu zehn Meter hohen Mauern. Man betrieb dort Ackerbau, züchtete Pferde, besaß Eisengießereien und Webereien. Die Kitan benutzten vom 10. bis 12. Jahrhundert zwei von der chinesischen Schrift beeinflusste Kitan-Schriften: die hauptsächlich aus Logogrammen bestehende sogenannte Großschrift und die später entwickelte sogenannte Kleinschrift. Letztere enthält auch Phonogramme und ist deshalb für die Sprachwissenschaft als früheste überlieferte Form der Kitan-Sprache von großer Bedeutung. Beide Schriften beeinflussten später auch die Entwicklung der beiden ebenfalls als Groß- und Kleinschrift bezeichneten eigenen Schriften der tungusischen Jurchen, der Vorläufer der Mandschus und Xibe.
In der Zeit von etwa 1116 (Einnahme von Liaoyang) bis 1125 (Gefangennahme des Kaisers) wurde das Liao-Reich von seinen früheren Vasallen, den ebenfalls aus der Mandschurei stammenden Jurchen (Jin-Dynastie), übernommen.
Ein Teil der Kitan floh westwärts (zum Teil durch Südsibirien) und gründete um 1130 als Kara Kitai unter dem Khan Yelü Dashi (耶律大石,  Yēlǜ Dàshí) ein neues Reich. Dieses Reich behauptete 1141 seine Existenz durch einen Sieg über Sandschar, den Sultan der Seldschuken, in der Katwan-Steppe/Samarkand. Es bestand bis zur Mongoleninvasion 1217/18.
Die russische (Kitai, russisch Кита́й), mongolische (Qitad, mongolisch ᠬᠢᠲᠠᠳ bzw. Xyatad mongolisch Хятад) und uigurische Bezeichnung (uigurisch خئتاي / Hitay / Хитай) für „China“ geht auf die Kitan zurück, siehe auch Cathay.